# Elisha P. Jewett

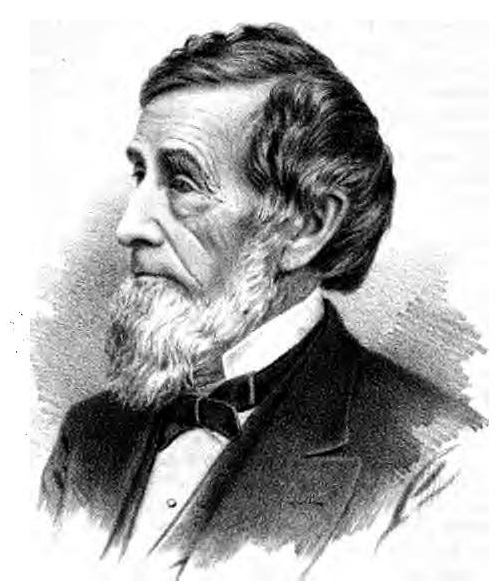
Elisha Payne Jewett

Elisha Payne Jewett (* 5. Juni 1801 in Lebanon, New Hampshire; † 19. August 1894 in Montpelier, Vermont) war ein US-amerikanischer Geschäftsmann, Bankier und Politiker, der von 1846 bis 1847 State Treasurer von Vermont war.

## Leben
Elisha Payne Jewett wurde als Sohn von Nathan Jewett (1767–1861) und Ruth Payne (1770–1828) in Lebanon, New Hampshire geboren. Seine Mutter Ruth Payne Jewett war die Tochter von Elisha Payne. Elisha Payne Jewett wuchs in Montpelier auf und besuchte dort die örtlichen Schulen. Im Alter von 15 Jahren begann er eine Ausbildung bei Daniel Baldwin, einem lokalen Händler.
Im Alter von 21 Jahren startete er seine eigene Geschäftskarriere, in dem er als Partner in die Firma Hubbard & Jewett and Jewett, Howes & Co einstieg. Später war Jewett im Eisenbahnbau beteiligt, so bei einigen Abschnitten der Central Vermont Railway und der Great Western Railway in Ontario. Seinem Geschäftserfolg verdankte er, dass er später Landbesitzer werden konnte. Zudem war er Präsident der Bank von Montpelier und Mitglied des Board of Directors der Montpelier Savings Bank. Jewett war auch eines der ursprünglichen Kommissionsmitglieder des Montpelliers Green Mount Cemetery.
Jewett diente im Militär als Colonel und Mitglied des Stabes von Charles Paine, als Paine Gouverneur von Vermont war. Als Mitglied der Whig Party war Jewett von 1846 bis 1847 State Treasurer von Vermont und im Jahr 1855 war er Mitglied des Repräsentantenhauses von Vermont. Er wurde Mitglied der Republikanischen Partei als diese in den 1850er Jahren gegründet wurde und gehörte zu den Delegierten der Präsidentschaftswahl in den Vereinigten Staaten im Jahr 1872.
Im Jahr 1861 heiratete Jewett Julia Kellogg Field. Die Malerin Ruth Payne Burgess war ihre Tochter. Jewett starb in Montpelier am 19. August 1894. Sein Grab befindet sich auf dem Green Mount Cemetery in Montpelier.
Das Elisha-Jewett-Hause in der 157 State Street gehört zum Historic District von Montpelier und ist im National Register of Historic Places gelistet.